# Plica polonica
La Plica polonica è una formazione di capelli. Può essere vista come un'acconciatura simile al dreadlocks o come una malattia dei capelli.

## Come malattia
La Plica polonica generalmente è il risultato di una scarsa cura dei capelli. I capelli diventano irreversibilmente aggrovigliati, formando un groviglio, maleodorante e incrostato di sporcizia. Può essere causata o accompagnata da un'infestazione di pidocchi (pediculosi) e porta all'infiammazione dello scalpo. La Plica polonica è una tipica testa di capelli, fatta di un'impenetrabile massa di cheratina cementata permanentemente con pus secco, sangue e sporco. Questo disturbo può essere facilmente evitato grazie ad una normale igiene preventiva (lavaggi e pettinature dei capelli). La cura include, inoltre, il taglio dei capelli malati.

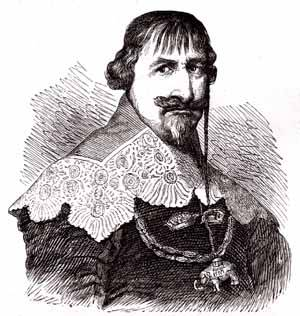
Re Cristiano IV di Danimarca

## Storia
La Plica polonica era abbastanza comune nei secoli precedenti. Riguardava principalmente i contadini, ma era diffusa anche nelle classi sociali più alte. Il più famoso esempio di questa malattia riguarda re Cristiano IV di Danimarca (1577–1648). La sua Plica aveva la forma di una treccia ricadente sulla parte sinistra della sua testa, ornata con un rubino rosso. I suoi cortigiani adottarono questa "acconciatura" per blandire il re. 
Per via di credenze popolari, la Plica polonica era molto comune in Polonia, e da qui il nome "polonica". In Germania è chiamata Weichselzopf, o Plica di Vistola, per via di un fiume polacco. Inizialmente, la Plica era trattata come un amuleto che avrebbe dovuto garantire una buona salute. Per questo motivo le persone non solo permettevano il suo sviluppo, ma addirittura lo incoraggiavano. Ingrassare i capelli e portare cappellini di lana anche in estate erano pratiche piuttosto comuni.
Nella prima parte del XVII secolo si cominciò a pensare che le pliche fossero sintomi di malattie interne. Una plica crescente, si credeva, portava fuori dal corpo il male, e quindi era raramente tagliata; inoltre la credenza che tagliare la plica avrebbe danneggiato se stessi portava le persone a evitare di curarla.
Queste convinzioni erano così radicate che molte persone trascorsero tutta la propria vita con una plica polonica. Una plica può diventare molto lunga, addirittura fino a 80 cm, e può assumere varie forme, da una palla a una lunga coda. Le pliche vengono classificate in "maschi" e "femmine", "nobili" e "finte".
Una diarista inglese e amica di Samuel Johnson, Hester Lynch Piozzi, nel suo libro "Osservazioni e riflessioni fatte durante un viaggio fra Francia, Italia e Germania" descrive una plica polonica che vide nel 1786 nella collezione degli Elettori di Sassonia a Dresda: "la sua grandezza e il suo peso erano enormi, la sua lunghezza di 4 iarde e mezzo (circa 4,1 metri); la donna che fu uccisa dalla sua crescita era una cortigiana polacca molto conosciuta alla corte di Augusto III di Polonia"
Nella seconda metà del XIX secolo molti intellettuali condussero una guerra contro la superstizione e la poca igiene fra i contadini. Molte pliche, spesso con orrore dei possessori, furono tagliate. Nella Galizia occidentale fu il Professore Józef Dietl che studiò molto attentamente le pliche poloniche. Organizzò un censimento delle persone affette da questa malattia, spargendo la voce che le pliche sarebbero state tassate. Queste voci, si dice, aiutarono a eradicare la plica polonica nella regione. Una lunga plica polonica (1,5 metri) è conservata nel Museo della Medicina di Cracovia (photo). Il termine polacco per indicare la plica polonica, kołtun, è attualmente utilizzato per indicare una persona ineducata e retrograda.